# 南摩拉維亞州
南摩拉维亚州（捷克語：Jihomoravský kraj，2000年至2001年称为布尔诺州），是捷克的一个州，成立于2000年，位于南摩拉维亚和中西部摩拉维亚地区。该州总面积为7,188平方公里，由7个县组成。这7个县为布兰斯科县、布爾諾城縣、布爾諾郊縣、布热茨拉夫县、霍多宁县、维什科夫县和兹诺伊莫县。
南摩拉维亚州的西南部与南捷克州接壤，北部连接帕尔杜比采州，东北部与奥洛穆茨州相邻，东部与兹林州接壤。州的南部和东南部与奥地利（下奥地利州）和斯洛伐克（特伦钦州和特尔纳瓦州）接壤，边界线同时构成捷克共和国的国家边界。
南摩拉维亚州人口约123万，辖有672个市镇，其中包括50座城市、41个市镇区以及1个军事训练区。州府为布尔诺，同时也是州内最大的城市。
南摩拉维亚州几乎全部位于历史上的摩拉维亚区域，主要分布在南摩拉维亚地区，也包括中西部摩拉维亚的一部分。此外，瓦尔蒂茨地区和戴亚三角区在1920年以前属于下奥地利州的捷克部分。